# Actinopus tasneemae
Espèce
Actinopus tasneemae est une espèce d'araignées mygalomorphes de la famille des Actinopodidae.

## Distribution
Cette espèce est endémique du Paraguay. Elle se rencontre vers Pilar.

## Description
Le mâle holotype mesure 11,4 mm.

## Systématique et taxinomie
Cette espèce a été décrite par Sherwood et Pett en 2022.

## Étymologie
Cette espèce est nommée en l'honneur de Tasneem Ahsanullah.

## Publication originale
- Sherwood & Pett, 2022 : « Mouse spiders in the humid Chaco: two new species of Actinopus Perty, 1833 from Paraguay (Araneae: Actinopodidae). » Revista Ibérica de Aracnología, vol. 2, no 41, p. 75-81.